# Torrent (Horta Sud)
|  | Per a altres significats, vegeu «Torrent». |

Torrent és un municipi del País Valencià, situat a l'Àrea Metropolitana de València, a l'Horta Sud i capital de la mateixa; a més a més, és capital administrativa de la Mancomunitat Intermunicipal de l'Horta Sud. Amb 89.401 habitants (INE 2024), es tracta del segon municipi amb més població de la província de València, del sisé més poblat del País Valencià i el vinté de l'àmbit lingüístic.

## Geografia
És la capital administrativa de la comarca valenciana de l'Horta Sud, es troba a 9 km de la ciutat de València, als peus del Vedat, contrafort de la Serra Perenxisa, i a 15 km de la mar Mediterrània. A Torrent es troba la seu de la Mancomunitat Intermunicipal de l'Horta Sud i la ciutat en forma part junt amb altres municipis. Limita amb els municipis d'Aldaia, Alaquàs, Picanya, Catarroja, Alcàsser i Picassent (a l'Horta); amb Montserrat (Ribera Alta) i amb Godelleta i Xiva (Foia de Bunyol). El terme és travessat pels barrancs de Xiva, Cortitxelles, Barbeta, dels Gils i el de les Canyes.

### Vegetació
A les muntanyes trobem sobretot Pinus halepensis, Quercus coccifera, Pistacea lentiscus, gran nombre de gramínies i arbusts i matolls de tipus esclerofil·le, és el típic coscollar mediterrani. El terreny pla ha sigut usat principalment per a l'agricultura i quasi no hi ha vegetació natural a les proximitats del centre urbà.

### Fauna
En Torrent hi ha una gran diversitat de fauna, sobretot concentrada en les escasses zones no habitades del seu territori, com algunes regions de la Serra Perenxisa és possible trobar animals de petita grandària com a rèptils (Bívia Ibèrica, sargantanes, petites serps), fardatxos, i alguns altres, en aus trobem una gran diversitat, per exemple gran varietat de paseriformes, i altres aus com garcetas, falconetes, i uns altres. Trobem diferents mamífers com a conills, llebres, raboses, eriçons, senglars, ratolins de camp, musaranyes i sobretot ratapinyades i algunes genetes, que van ser introduïdes fa anys.
Els invertebrats més característics de la zona dins del philum mollusca són gasteròpodes, els més comuns de la regió valenciana sense cap endemisme conegut, trobem la fauna d'invertebrats més comú possible, com per exemple, hi ha gran quantitat de cucs de terra, escorpins, en concret el Buthus occitanus, aranyes de diferents tipus, però podem trobar moltes aranyes del gènere Argiope, i per la resta sense especificar philums trobem grills, centpeus i milpeus, així com libèl·lules i papallones variades.

### Clima
El clima és de tipus subtropical, corresponent a la zona mediterrània per la qual raó els hiverns són suaus i els estius calorosos. La temperatura mitjana és de 18 °C, a l'hivern oscil·la entre 10 i 12º (encara que pot arribar a 0° als dies més freds) i a l'estiu és de 27º (amb màximes de fins a 40º).
Les precipitacions anuals són de 455 mm per metre quadrat, arribant a 700 mm els anys en què hi ha a la tardor la gota freda. Les nevades són infreqüents, un parell de vegades cada dècada, llevat de les zones més elevades del terme municipal.

## Etimologia
L'origen del nom de la ciutat és desconegut, encara que s'especula sobre un possible origen llatí. Concretament, dues paraules llatines podrien ser l'arrel del topònim: Turritus (torrejat, fortificat) o Torrens (ràpid, impetuos, violent).
La primera vegada que apareix escrit és en un document de Jaume I de 1232, en el qual es diu Vilas de Torrent. Torrent va ser el nom oficial fins que l'any 1860 es dictà una Reial Ordre per la qual tots els noms de municipis havien de traduir els seus noms al castellà. Des d'aquell dia es va començar a usar de manera oficial el topònim Torrente.
L'any 1979 va tornar a anomenar-se oficialment Torrent. Des de llavors els documents oficials tant en castellà com en valencià utilitzen el nom de Torrent i també la majoria de diaris escrits en castellà com Levante-EMV o Las Provincias empren el nom oficial.

## Història

### Primers habitants

Plànol de Torrent al.

La fundació oficial com a vila data de la conquesta de Jaume I, encara que la Torre i la seua fortificació, així com les diverses restes arqueològiques trobades (monedes, utensilis, armes, entre altres) indiquen que ja hi va haver poblament humà durant l'edat del bronze.
Hi ha restes de poblaments ibèrics com la Llometa del Clot de Bailon. Però és durant la romanització quan el terme es pobla densament, amb nombroses viles rústiques o cases de camp, com ara el Mas del Jutge, l'Alter, Sant Gregori o les Penyetes.
Després de la romanització començà un període de domini musulmà, a partir del segle viii, que deixa la seua empremta a la geografia urbana, amb carrers estrets i tortuosos, places i carrers sense eixida, i a la zona rural amb partides com la de Benissaiet o el Ràfol, així com les restes dels despoblats de la Carrasquera i el Molinell.

### Fundació de Torrent

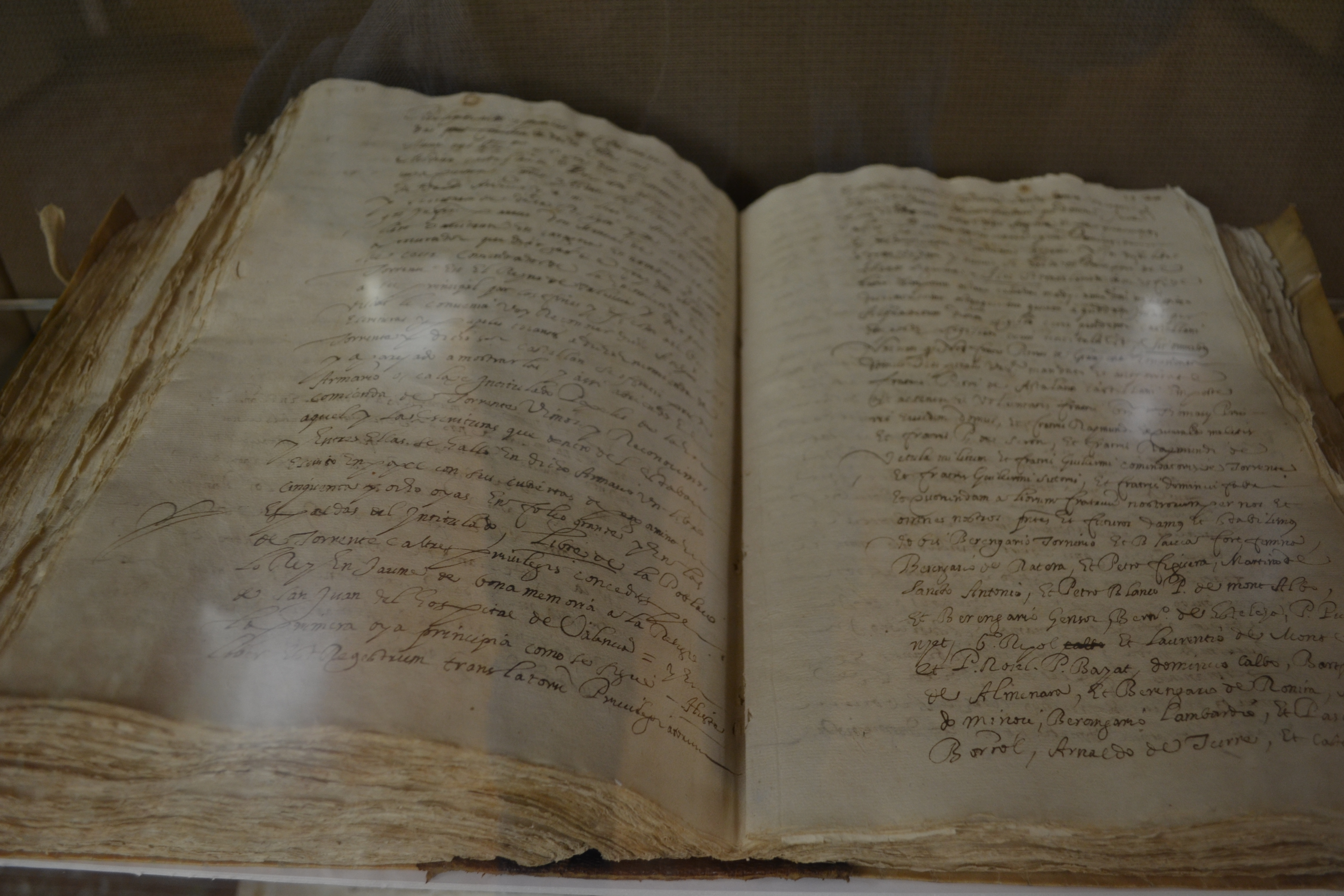
Carta pobla de Torrent i Picanya (1248).

Torrent es funda l'any 1248, deu anys després de la Conquesta del Regne de València per part de Jaume I. L'atorgament de la carta de poblament de Torrent se signà el 28 de novembre d'eixe any. El rei l'oferí a fra Hug de Folcalquier, tinent de l'Orde de Sant Joan de Jerusalem (o Orde de l'Hospital), per a tractar d'obtindre la seua ajuda durant la guerra.
Acabada la conquesta del regne, l'any 1232 Jaume I signà un document pel qual donava Torrent i les viles de Cullera, Silla, Montroi i Macastre, entre d'altres, a l'Orde de Sant Joan de Jerusalem, a fi que l'administraren com volgueren. El 5 de maig de 1238 l'orde va prendre possessió de la vila.
Encara que Jaume I va donar a l'orde poders plens sobre la zona, de bon començament sorgiren disputes amb el bisbe de València, que reclamava el dret a cobrar el delme a Torrent. L'any 1243 el bisbe de Lleida prengué posicions i va posar fi al conflicte declarant que l'Orde de Sant Joan de Jerusalem i el Bisbe de València es repartiren el delme a parts iguals.
Jaume I va mantenir a Torrent la població musulmana. De tota manera, la presència d'un xicotet reducte de cristians es dedueix de les disputes sobre el delme entre la parròquia i el capítol de la seu de València (1240-1243). A finals de 1247, Al-Azraq va encetar la revolta musulmana a la rodalia d'Alcoi, i demanà ajuda a les comunitats musulmanes locals. Va obtindre suport d'algunes, com Montcada o Torrent. De resultes de la desfeta d'Al-Azraq, l'alqueria musulmana de Torrent va quedar despoblada en 1248. L'Ordre de l'Hospital va repoblar Torrent amb prop de 50 famílies vingudes d'Aragó, Catalunya, el Rosselló i Navarra.
La carta de població, datada el 28 de novembre de 1248, donava terres (108 fanecades d'horta) que es donaven en emfiteusi a cada repoblador, a canvi de una setena part de les collites, el delme i la primícia. A més cada repoblador rebia una casa i una fanecada de terra franca, amb el compromís de permanèixer en el lloc sense vendre-lo per un període de cinc anys. La carta també regulava l'administració de justícia, càrrec que havia d'elegir-se entre els veïns.
Les primeres notícies de la fabricació de xocolate a Torrent es remunten al segle xvii. Era una indústria artesanal que es desenvolupava a les mateixes vivendes familiars, on algunes dependències al voltat del corral s'adaptaven com obrador. Al 1869 hi consten 42 xocolaters, que al 1906 n'eren només 26. Però l'activitat va reviscolar, arribant-se als 54 xocolaters al 1939. Durant la guerra civil es va formar una cooperativa, però en acabar la situació va tornar a la seua estructura tradicional, amb una quantitat relativament elevada de molt menuts productors que treballaven de manera independent. Els 1940s i 1950s foren l'època daurada del xocolate torrentí, que va entrar en crisi al 60s. El 1975 només 20 empreses continuaven actives. Quatre en continuaven actives a l'inici del segle xxi.

### Gota freda del 2024
A finals de l'octubre del 2024 el País Valencià va patir unes inundacions degut a un temporal conegut com a gota freda (DANA) i Torrent fou afectat. Les fortes precipitacions aigües amunt provocaren el desbordament de rius i barrancs assolint altures molt altes que afectaren cases, ponts i carreteres. Les conseqüències a banda dels costos econòmics foren els més de 200 morts en tota la Província de València (11 en el municipi) i desenes de milers de damnificats que enfronten el repte de la reconstrucció i la tornada a la normalitat.

## Economia
Al segle xx i les primeries del present la industrialització ha estat progressiva: fàbriques de sabó, de graneres, de calcer (23 fàbriques el 1923, 32 el 1971), de terrisseria, de ceràmica, de cera, de filatures, de caldereria, de conserves vegetals, de xocolata (el 1937 es va crear la Cooperativa de Treballadors de la Xocolata). L'agricultura i la ramaderia cada vegada perden més pes i el sector serveis es mostra com el de més puixança, ja que ocupa un 46,3% de la població activa.
Un dels oficis més característics del Torrent del segle xx foren els granerers, que prenien la palma del margalló de la propera Serra Perenxisa, entre altres indrets, i que va donar peu a l'expressió Torrent, que graneres, per la qualitat de les seues graneres. L'artista Rafael Pi Belda li va dedicar una escultura a l'ofici de granerer.
La proximitat a la ciutat de València ha facilitat la seua industrialització, encara que no ha perdut totalment el seu caràcter agrícola inicial. És a més un tradicional lloc d'estiueig per als habitants de València. Això ha desenvolupat la creació de nombroses urbanitzacions, de les quals la més tradicional és el Vedat de Torrent.

## Transport
L'Estació de Torrent és una de les estacions del metro de València, situada als afores del municipi. 39° 26′ 4.71″ N, 0° 27′ 39.58″ O / 39.4346417°N,0.4609944°O
| Procedència/Destinació | <                | Línia | >                 | Procedència/Destinació |
| ---------------------- | ---------------- | ----- | ----------------- | ---------------------- |
| Bétera                 | Picanya          |       | Col·legi El Vedat | Castelló               |
| Llíria                 | Picanya          | ...   | Torrent Avinguda  | Torrent Avinguda       |
| Torrent Avinguda       | Torrent Avinguda | ...   | Picanya           | Marítim                |

## Demografia
Gràcies a la seua integració en l'Àrea Metropolitana de València, principalment com a ciutat dormitori, Torrent ha presentat un fort creixement demogràfic des dels anys 1950, aconseguint els 80.551 habitants l'any 2014. Un 11,06% dels seus habitants era, en el padró del 2008, de nacionalitat estrangera. El municipi, que té una superfície de 69,32 km², compta segons el padró municipal de 2015 amb 80.107 habitants i una densitat de 1163,02 hab/km².
| Entitat de població | Habitants |
| ------------------- | --------- |
| Torrent             | 66.389    |
| Calicanto           | 890       |
| Mas del Jutge       | 854       |
| El Vedat            | 12.418    |

| any  | habitants |
| ---- | --------- |
| 1857 | 6.092     |
| 1900 | 8.561     |
| 1910 | 9.490     |
| 1920 | 9.952     |
| 1930 | 10.443    |
| 1940 | 13.586    |
| 1950 | 15.974    |
| 1960 | 24.042    |
| 1970 | 39.724    |
| 1981 | 51.361    |
| 1991 | 56.191    |
| 2000 | 64.586    |
| 2010 | 79.843    |
| 2020 | 83.962    |
| 2022 | 85.142    |

## Política i govern

### Composició de la Corporació Municipal
El Ple de l'Ajuntament està format per 25 regidors. En les eleccions municipals de 28 de maig de 2023 foren elegits 10 regidors del Partit Socialista del País Valencià (PSPV-PSOE), 9 del Partit Popular (PP), 4 de Vox i 2 de Compromís per Torrent-Acord per Guanyar (ApG).
| Eleccions municipals de 28 de maig de 2023 - Torrent                                                                          |                                          |                                     |                                         |         |          |          |
| Candidatura | Candidatura                              | Candidatura                         | Cap de llista                           | Vots    | Vots     | Regidors |
| | Partit Socialista del País Valencià-PSOE |                                     | Juan Jesús Ros Piles                    | 15.155  | 37,53%   | 10 (-1)  |
| | Partit Popular                           |                                     | Amparo Folgado Tonda                    | 13.436  | 33,28%   | 9 (+1)   |
| | Vox                                      |                                     | Guillermo María Alonso-del Real Barrera | 5.715   | 14,15%   | 4 (+2)   |
| | Compromís per Torrent-Acord per Guanyar  |                                     | Xavier Martí Soriano                    | 3.579   | 8,86%    | 2 ()     |
| | Altres candidatures                      |                                     |                                         | 2.002   | 4,94%    | 0 ( -2)  |
| | Vots en blanc                            |                                     |                                         | 484     | 1,19%    |          |
| Total vots vàlids i regidors                                                                                                  | Total vots vàlids i regidors             | Total vots vàlids i regidors        | Total vots vàlids i regidors            | 40.371  | 100 %    | 25       |
| | Vots nuls                                | Vots nuls                           | Vots nuls                               | 421     | 1,03%    |          |
| Participació (vots vàlids més nuls)                                                                                           | Participació (vots vàlids més nuls)      | Participació (vots vàlids més nuls) | Participació (vots vàlids més nuls)     | 40.792  | 65,93%** |          |
| Abstenció | Abstenció                                | Abstenció                           | Abstenció                               | 21.075* | 34,06%** |          |
| Total cens electoral | Total cens electoral                     | Total cens electoral                | Total cens electoral                    | 61.867* | 100 %**  |          |
| Alcaldessa: Amparo Folgado Tonda (PP) (17/06/2023) Per majoria absoluta dels vots dels regidors (13 vots: 9 de PP i 4 de VOX) |                                          |                                     |                                         |         |          |          |
| Fonts: JEZ Elx, M. Interior, Periòdic Ara. (* No són vots sinó electors. ** Percentatge respecte del cens electoral.)         |                                          |                                     |                                         |         |          |          |

### Eleccions municipals des de 1979
L'evolució en el repartiment dels regidors per partits polítics des de les eleccions municipals de 1979 és la següent:
| Històric de regidors a l'ajuntament de Torrent |                |      |      |      |      |      |      |      |      |      |      |      |      |
| Candidatura                                    | Candidatura    | 1979 | 1983 | 1987 | 1991 | 1995 | 1999 | 2003 | 2007 | 2011 | 2015 | 2019 | 2023 |
|                                                | PSPV-PSOE      | 9    | 15   | 13   | 16   | 11   | 13   | 15   | 11   | 9    | 9    | 11   | 10   |
|                                                | AP / PP        |      | 8    | 8    | 6    | 10   | 10   | 8    | 13   | 14   | 9    | 8    | 9    |
|                                                | Vox            |      |      |      |      |      |      |      |      |      |      | 2    | 4    |
|                                                | UPV/Bloc/Comp. |      | 0    | 0    | 0    | 0    | 0    | 1    | 1    | 2    | 4    | 2    | 2    |
|                                                | C's            |      |      |      |      |      |      |      |      |      | 2    | 2    | 0    |
|                                                | PCE / EUPV     | 4    | 2    | 0    | 1    | 2    | 0    | 0    | 0    | 0    | 1    | 0    |      |
|                                                | UV             |      |      | 2    | 2    | 2    | 2    | 1    | 0    |      |      |      |      |
|                                                | UCD            | 8    |      |      |      |      |      |      |      |      |      |      |      |
|                                                | CDS            |      |      | 2    | 0    |      |      |      |      |      |      |      |      |
| Fonts: Ministeri de l'Interior                 |                |      |      |      |      |      |      |      |      |      |      |      |      |

### Alcaldes
Des de 2023 l'alcaldessa de Torrent és Amparo Folgado Tonda del PP, qui ja va ser alcaldessa entre 2012 i 2015.
| Període                       | Alcalde o alcaldessa                          | Partit polític | Data de possessió     | Observacions         |
| ----------------------------- | --------------------------------------------- | -------------- | --------------------- | -------------------- |
| 1979–1983                     | Manuel Puchades Romero Rafael Marín Martínez  | PSPV-PSOE      | 19/04/1979 10/09/1980 | -- n/d               |
| 1983–1987                     | Rafael Marín Martínez                         | PSPV-PSOE      | 28/05/1983            | --                   |
| 1987–1991                     | Jesús Ros Piles                               | PSPV-PSOE      | 30/06/1987            | --                   |
| 1991–1995                     | Jesús Ros Piles                               | PSPV-PSOE      | 15/06/1991            | --                   |
| 1995–1999                     | Jesús Ros Piles                               | PSPV-PSOE      | 17/06/1995            | --                   |
| 1999–2003                     | Jesús Ros Piles                               | PSPV-PSOE      | 03/07/1999            | --                   |
| 2003–2007                     | Jesús Ros Piles Josep Bresó Olaso             | PSPV-PSOE      | 14/06/2003 18/09/2004 | Dimissió/renúncia -- |
| 2007–2011                     | María José Català Verdet                      | PP             | 16/06/2007            | --                   |
| 2011–2015                     | María José Català Verdet Amparo Folgado Tonda | PP             | 11/06/2011 12/01/2012 | Incompatibilitat --  |
| 2015–2019                     | Jesús Ros Piles                               | PSPV-PSOE      | 13/06/2015            | --                   |
| 2019-2023                     | Jesús Ros Piles                               | PSPV-PSOE      | 15/06/2019            | --                   |
| Des de 2023                   | Amparo Folgado Tonda                          | PP             | 17/06/2023            | --                   |
| Fonts: Generalitat Valenciana |                                               |                |                       |                      |

## Monuments

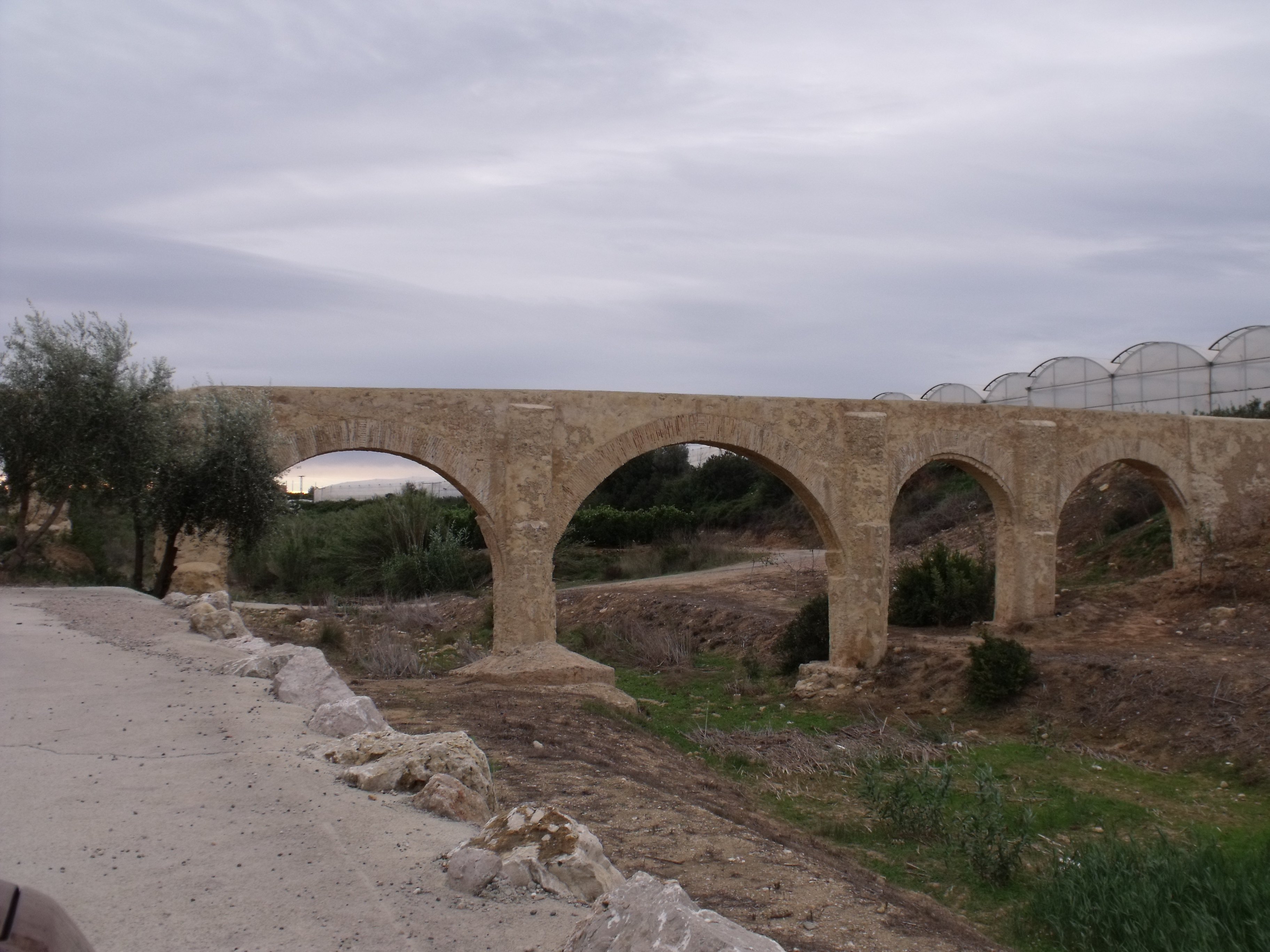
Arquets de Baix.
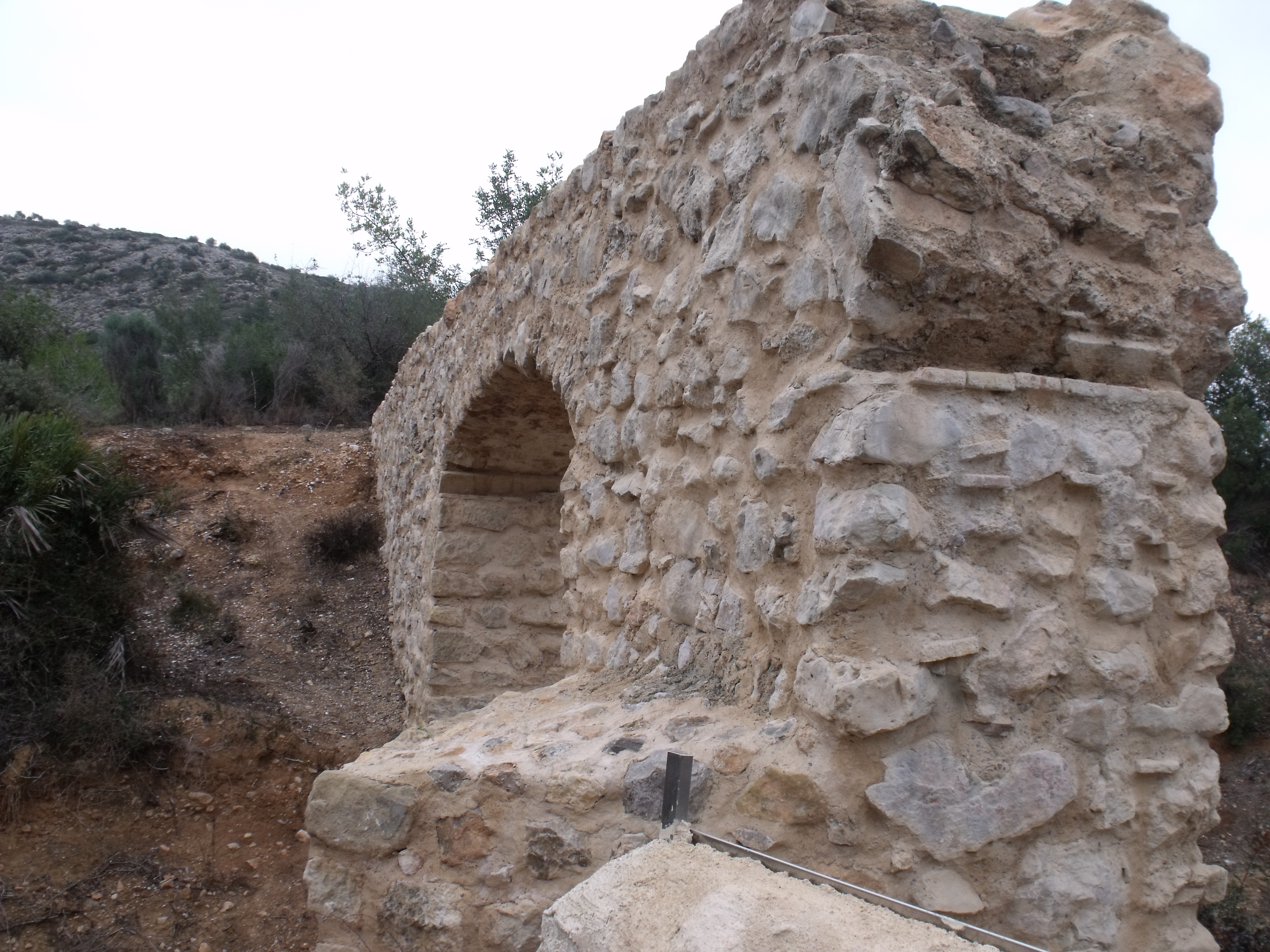
Arquets de Dalt.
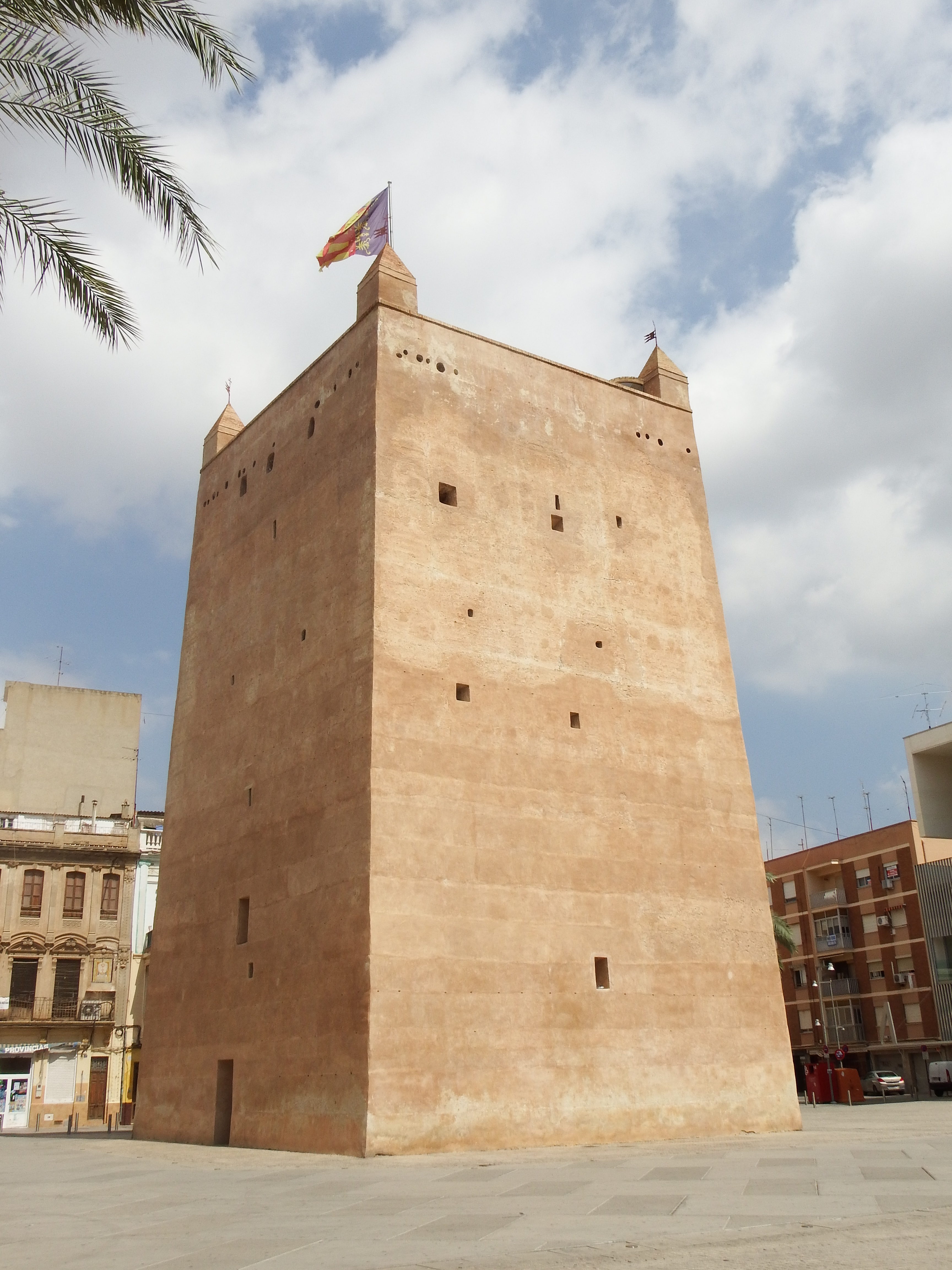
Torre Àrab.
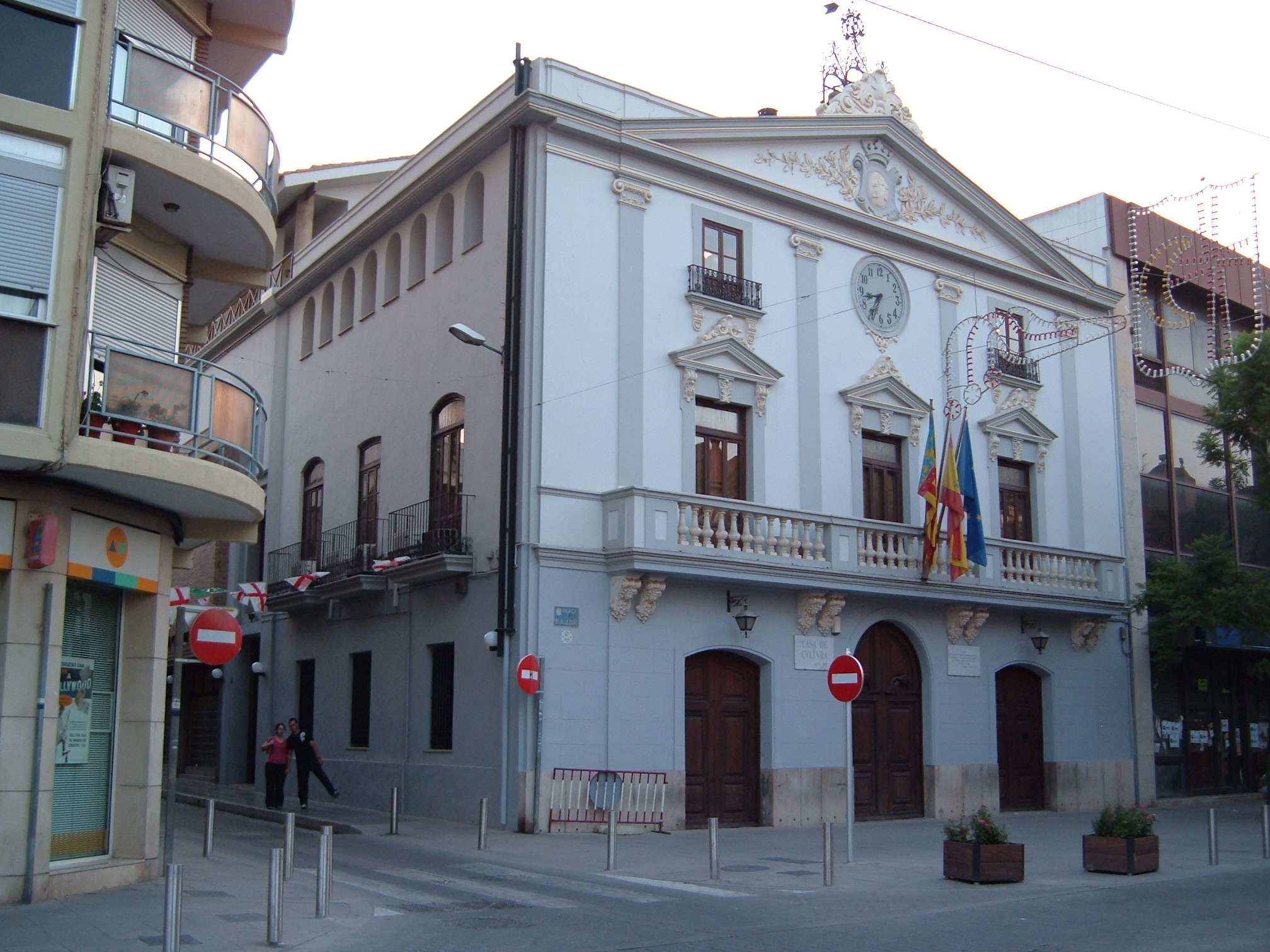
Casa de Cultura.

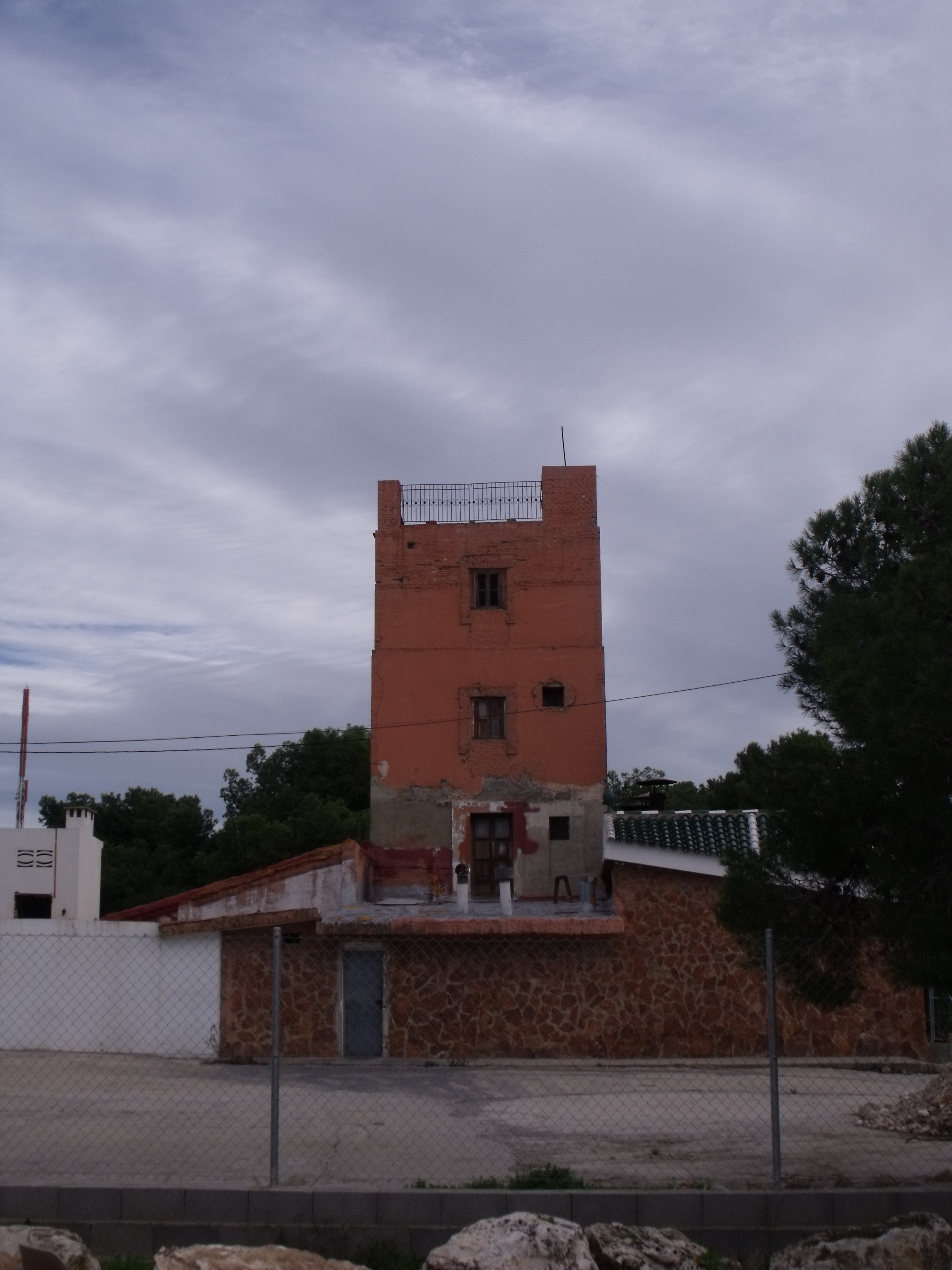
Torre de telegrafia òptica del Vedat.
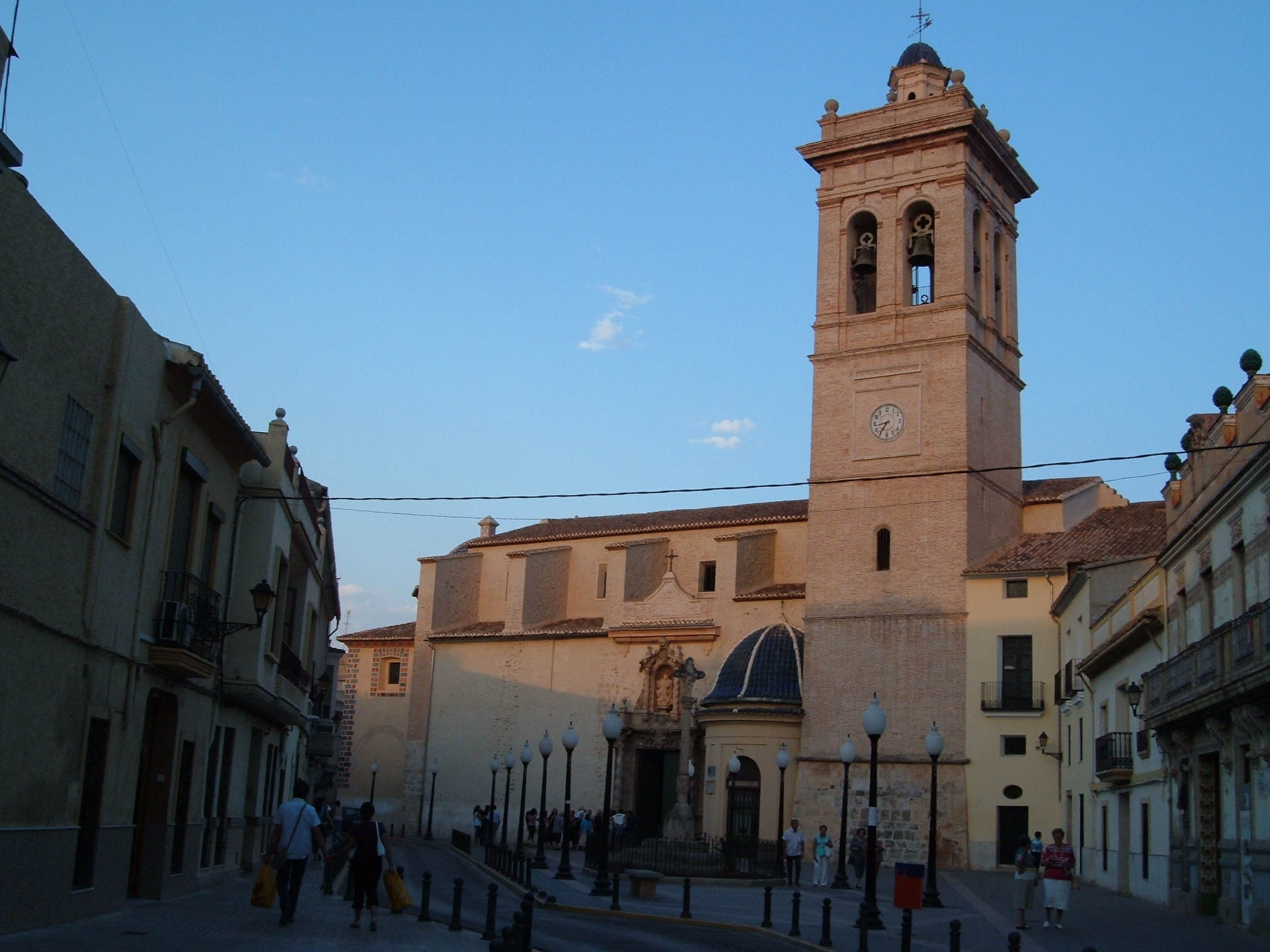
Església de l'Assumpció.
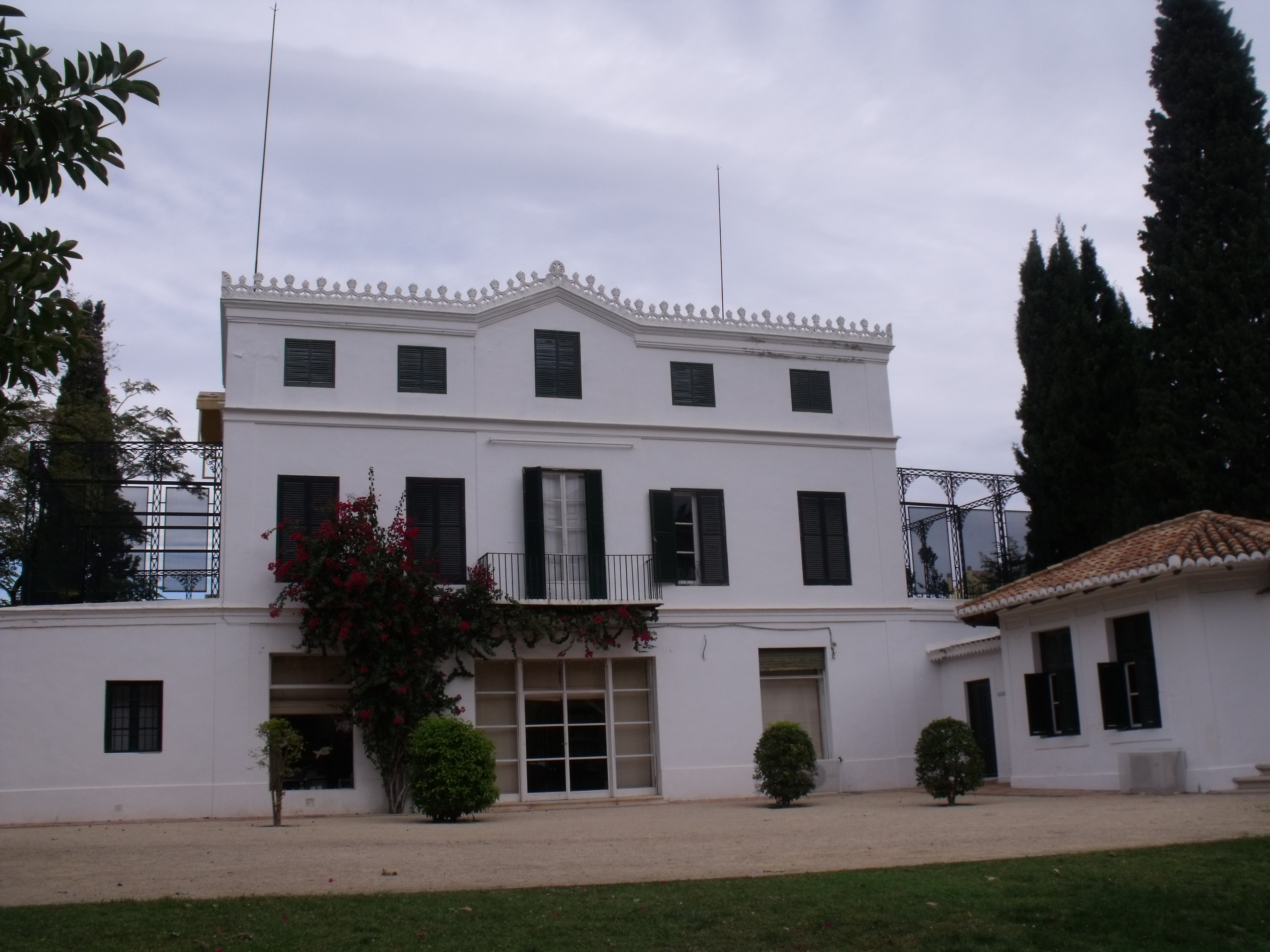
Casa dels Trenor.
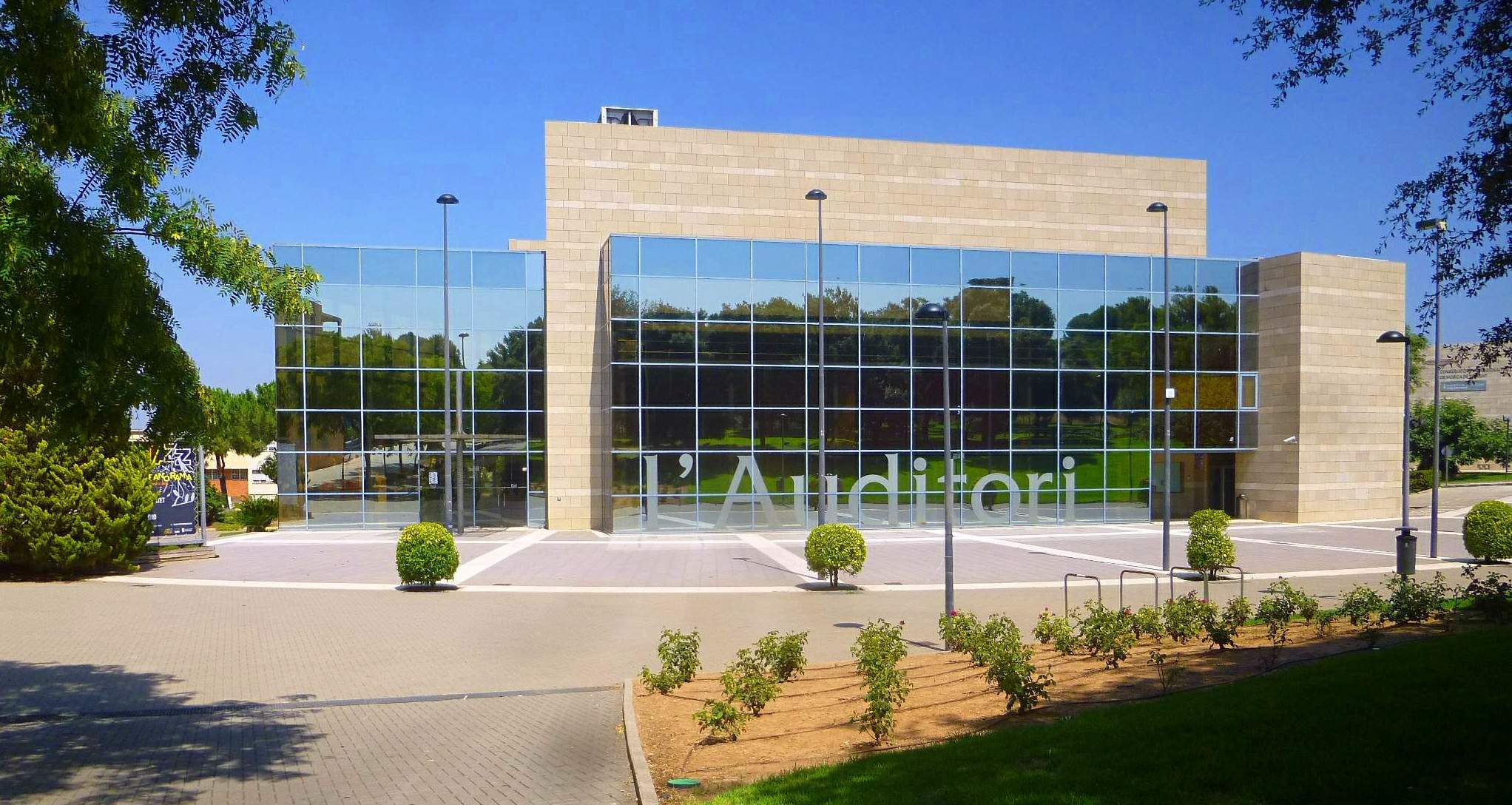
Auditori.

### Monuments religiosos
- Ermita de Sant Lluís Beltran.[17] Construïda en 1634, ha sofert moltes modificacions, fins i tot en la guerra de 1936-39 va estar destinada a usos militars i posteriorment va ser restaurada.
- Església de l'Assumpció de Nostra Senyora.[18] Aixecada en estil gòtic en 1590 sobre l'original, més petita, del segle xiii. En 1697 va ser restaurada al gust barroc de l'època i el 1940 va sofrir la darrera intervenció. Allotja obres de Ribalta (1565-1628), Andreu Robles, Esteve i Pere Mora entre d'altres.
- Monestir de la Immaculada.[19]
- Ermita de Sant Vicent del Mas del Jutge.[20]

### Monuments civils
- Creu de Pere Mora[21]
- Xalet Giner-Cortina.[22]
- El Liceu. Edifici modernista que va servir de cinema i actualment allotja oficines de l'administració estatal.
- Aqüeductes dels Arquets de Dalt i els Arquets de Baix, d'època àrab, al Paratge Natural de la Perenxisa
- Modernisme. Repartits pel centre històric hi ha diversos edificis, fonts i monuments modernistes.
- Edifici del Museu Comarcal de l'Horta Sud.[23]
- Poblat i cementeri mudèjars de la Carrasquera
- La Torre Àrab és una construcció pertanyent a l'antic castell que en l'actualitat està situada a la Plaça Major.

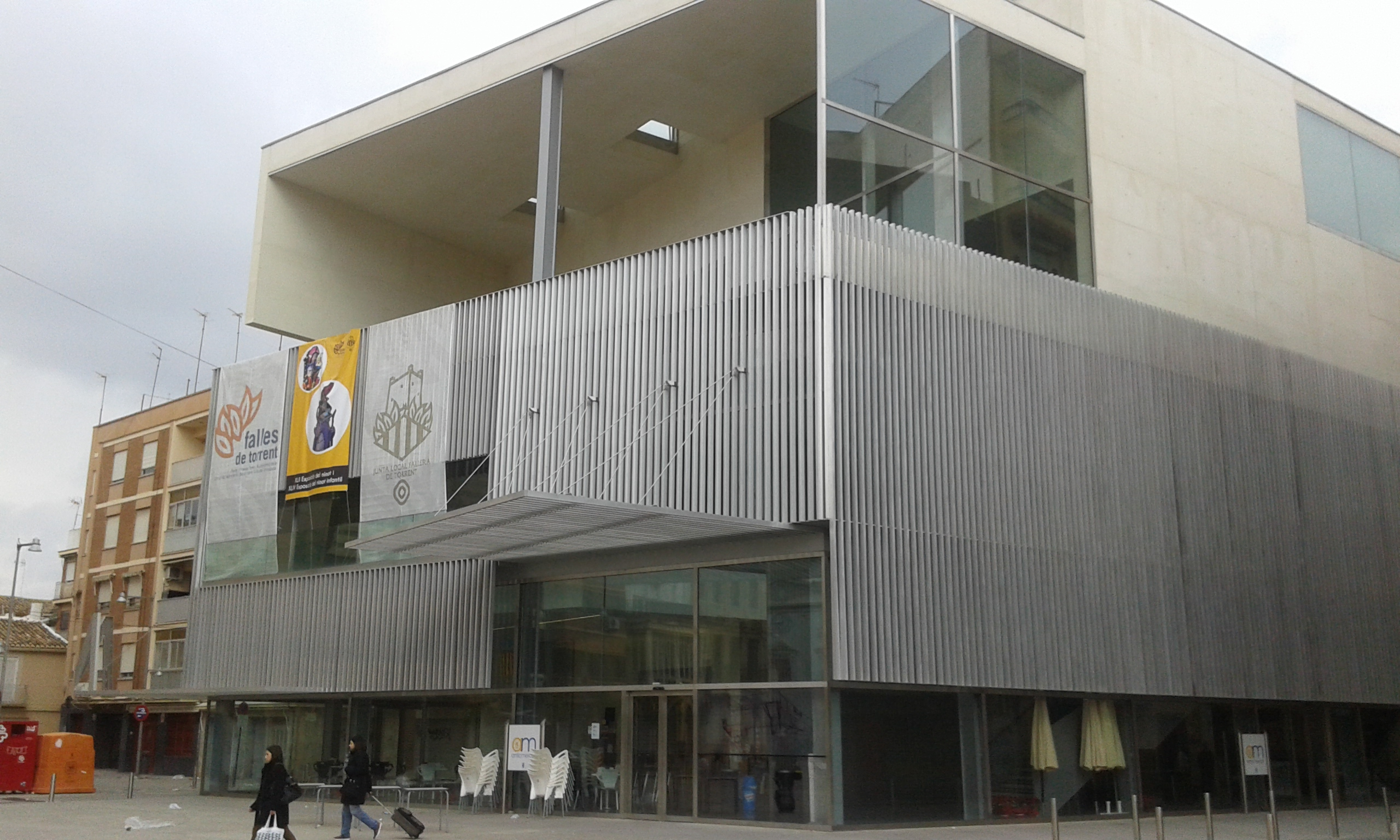
Mercat central

- Mercat centralLa Torre de telegrafia òptica del Vedat de Torrent, és una torre que formava part de la línia de telegrafia òptica que a mitjan segle xix connectava Madrid amb València. És un bé d'interès cultural amb número de registre ministerial 27989 de 15 de març de 2011. Es troba al Vedat de Torrent, a uns 120 metres sobre el nivell del mar.
- Mercat de Torrent.
- Auditori de Torrent.

## Llocs d'interés turístic

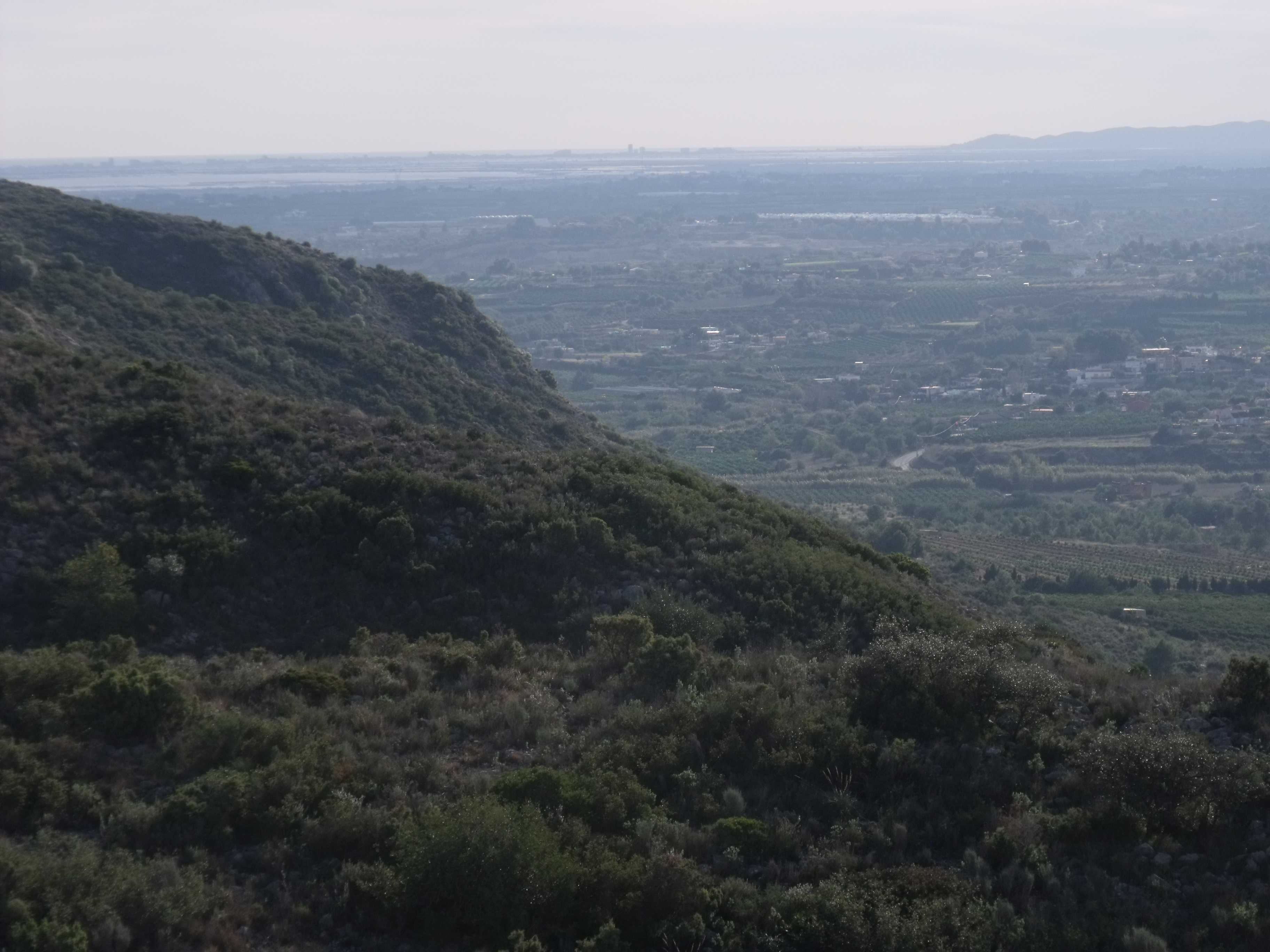
Serra Perenxisa, vessant sud.

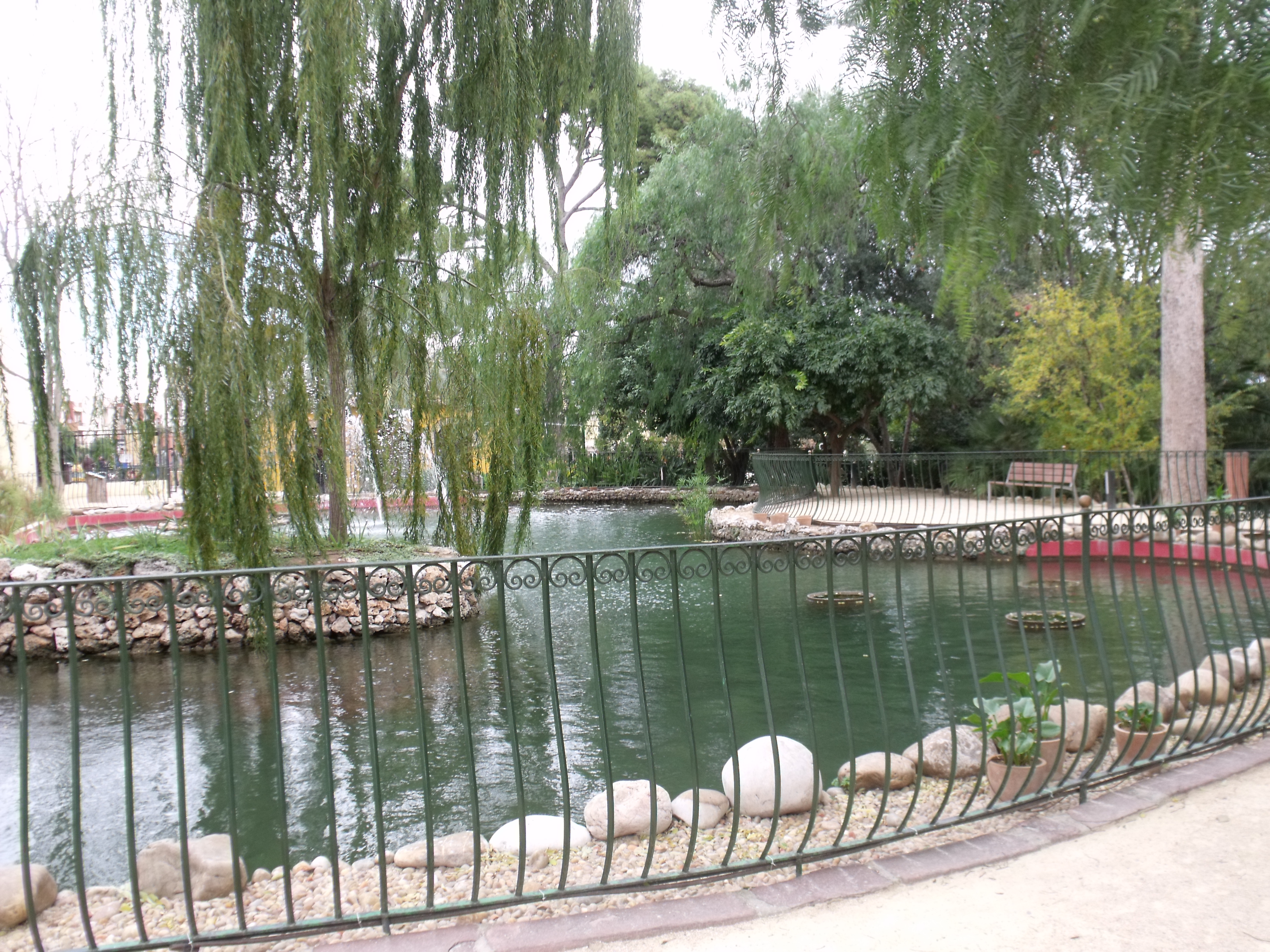
L'Hort de Trenor

- L'Hort de Trènor. Aixecat en 1596 com a Convent de Franciscans Alcantarins, ha sofert diverses vicissituds que han desembocat en la inauguració, el 18 de març de 1894, d'un parc municipal on a banda de l'exuberància del seu jardí, troben espai diverses activitats educatives, mediambientals i lúdiques.
- El Museu Comarcal de l'Horta Sud Josep Ferrís March es troba a ca l'Estudiant de Boqueta, una antiga casa de llauradors construïda durant la primera dècada del segle xx a Torrent. És un centre de conservació, difusió, investigació i exposició del patrimoni cultural de la comarca, implicat en la dinamització social i cultural del seu territori, basant-se en aquells elements que històricament han definit la personalitat de l'Horta Sud i constituïxen els seus senyals d'identitat.[24]
- La Torre Àrab, situada prop de l'estació del metro, és el monument més important de Torrent, és d'origen medieval i data del segle x. Es tracta d'una edificació de caràcter defensiu, el seu aspecte actual és excel·lent a causa de la seua rehabilitació.
- Paratge Natural Municipal de la Serra Perenxisa per on discorre en part el sender PR-V 162.[25][26]
- El Barranc de l'Horteta es Reserva de fauna per a la protecció de les espècies prioritàries Unio elongatulus i l'Anodonta cygnea, ambdues conegudes localment com a petxinots[27] i ubicades principalment al Clot del Bailon.[28][29]
- Al Vedat podem trobar el SL-CV 49 o Sender El Vedat de 4,8 km i de caràcter circular, adaptat per a excursions a peu i discorre pel terme de Torrent. És un sender de dificultat baixa, apte per a tots els públics, amb un itinerari didàctic de flora i fauna. El trajecte compta amb 4 àrees d'esplai i 6 panells informatius.[30][31][30]

## Festes i celebracions
Moltes de les festivitats de Torrent són similars a les que se celebren a València i la seua àrea metropolitana. No obstant això, n'hi ha algunes molt peculiars, típicament torrentines.
- Porrat de Sant Antoni. Es fa una foguera i una benedicció d'animals al mes de gener.
- L'Entrada de la flor. L'1 de febrer, els clavaris de la Mare de Déu del Rosari, normalment de 18 anys, presenten a la Mare de Déu la primera branca d'ametler que ha florit. L'acte consistix en un trasllat des de la parròquia de Sant Lluís Bertran fins a la parròquia de l'Assumpció de Nostra Senyora, durant el qual s'encenen tronadors subjectes per unes pinces. Després de fer l'ofrena de la branca, es reunixen en un recinte tancat en el qual disparen una cordà. En acabant, se'ls uneixen antics clavaris o membres d'altres associacions locals, com ara els "Amics de l'1 de febrer".

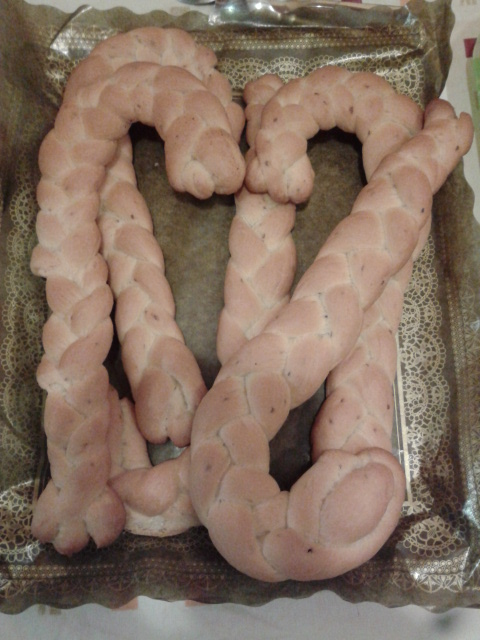
Típics gaiatos de Sant Blai

- Sant Blai i porrat de Sant Blai. El 3 de febrer s'instal·len casetes d'artesania, menjar, fruita seca, tómboles, etc., al llarg del carrer de l'Ermita (oficialment, de Ramón y Cajal). Eixe dia es venen els típics gaiatos (bastons de "rosquilleta" o de "pa socarrat") i els "santblaiets", que es beneïxen a l'Ermita (parròquia de Sant Lluís Bertran). És també tradicional entrar en l'església per a posar-se oli a la gola, ja que Sant Blai és el sant a qui se li atribuïx el poder de protegir de les malalties de la gola. En eixe acte, els clavaris i les clavariesses són infants que, al costat d'uns altres una miqueta més majors, representen el miracle que va fer el sant quan salvà un xiquet que s'havia ennuegat. El plat típic del dia és l'arròs rossejat.
- Les Falles de Torrent són una festa declarada com a Festa d'Interés Turístic Autonòmic per la seua demostrada antiguitat amb més de 100 anys d'història, valor cultural i tradició, així com singularitats pròpies de la festa, com el Trasllat de la Mare de Déu o el succés de la tombà de les falles en 1957. Més de 7.000 fallers treballen durant 365 dies a l'any i oferixen en la ciutat un calendari periòdic d'activitats nodrit d'activitats culturals, esportives, d'oci i difusió per als torrentins i visitants. Les falles de Torrent també van ser declarades Bé d'Interés Cultural (BIC), junt amb la resta de poblacions falleres amb més antiguitat.
- La Setmana Santa de Torrent és una de les celebracions més importants de la ciutat. Té el reconeixement de Festa d'Interés Turístic Autonòmic i ha rebut esta distinció, entre altres motius, per la figura única de la Reina de la Trobada i l'Àngel de la Resurrecció, màxima representant de la Setmana Santa torrentina.
- Festes Mare de Déu del Rosari. La nit del dissabte al primer diumenge de maig es fa la festa coneguda com "L'Enramada", en la qual tradicionalment els mossos anaven a les portes de les xiques per a cantar-los. Si no els corresponien, es deixaven cebes a la porta de la pretesa. En l'actualitat, són els clavaris de la Mare de Déu del Rosari els qui ho fan, cantant a les seues mares o xicotes/xicots. Ja l'endemà, el primer diumenge de maig, té lloc la missa major en la parròquia de l'Assumpció de la Nostra Senyora. La processó de la Mare de Déu del Rosari recorre el centre històric de vesprada d'eixe mateix dia, concloent el dia festiu, així com la clavaria d'eixe any. En acabar la processó, es nomenen els clavaris de l'any següent i un castell de focs d'artifici posa fi a la festa.
- Festes Mare de Déu dels Desemparats. Se celebren el segon diumenge de maig. La imatge de la Mare de Déu recorre els carrers de la ciutat seguida per una multitud que escolta les floretes i cants típics valencians. És una festivitat que es remunta al segle xx i té un gran arrelament. La processó recorre l'Església arxiprestal de l'Assumpció i l'Ermita.
- Festes Patronals (Sant Abdó i Sant Senén) i de Moros i Cristians tenen lloc entre el 23 al 30 de juliol. Popular festa que de 1990 ençà que ha pres una gran importància pels moros i cristians. La Gran Entrada compta amb 24 filades i comparses amb més de mil participants i prop de deu mil espectadors cada estiu. A més, es fan altres activitats com ara el pregó i la trabucada, en la qual es fa el Parlament.
- El Ball de Torrent és una moixiganga o representació de carrer que es va fer al llarg dels segles xvii i XVIII. Hi ha diverses hipòtesis sobre el seu origen.
- Corpus Christi: La festivitat del Cos de Crist se sol celebrar a la fi de maig i mitjan juny. Durant el dia del Corpus es realitza la missa major i a la vesprada es realitza la processó. En acabar la processó, es realitza el tret d'una mascletà.
- Aurora: Celebració que comença el 8 de desembre amb la finalitat de convocar la gent per al rés del Rosari. Es realitza tots els diumenges (llevat del 25 de desembre i l'1 de gener) des del dia 8 de desembre fins al dia 6 de gener, també es realitza una aurora el dia 26 de gener.

## Societats musicals
- Banda del Cercle Catòlic de Torrent, fundada el 1887.
- Banda Simfònica Unió Musical de Torrent, fundada el 1973.

## Personatges destacats
Categoria principal: Torrentins
- Vicent Lleó i Balbastre (Torrent, 1870 - Madrid, 1922), compositor de música conegut fonamentalment per la seua obra lírica.
- Baltasar Belenguer Hervás (Torrent, 1911 - València, 1992), campió mundial de boxa conegut com a "Sangchili".
- Josep Ferrís March (Torrent, 1940), activista cultural, impulsor de diferents plataformes culturals, cíviques, econòmiques i periodístiques.
- Javier Garrido Ramírez (Torrent, 1979), exdefensa del València CF entre altres equips.
- Anabel Medina (Torrent, 1982), tennista que competeix al circuit professional des del 1998.
- Pau Alabajos i Ferrer (Torrent, 1982), cantautor de música en valencià que porta en actiu des del 2003.
- Pedro López Muñoz (Torrent, 1983), futbolista exjugador del València CF i Llevant UE, entre d'altres.
- Vicent Guaita Panadero (Torrent, 1987), més conegut com a "Guaita", és un futbolista que juga en la posició de porter al Crystal Place Football Club.
- Roger Martí Salvador (Torrent, 1991), futbolista que juga de davanter al Llevant UE.
- Francisco Alcácer García (Torrent, 1993), més conegut com a "Paco Alcácer", és un futbolista que juga en la posició de davanter al Vila-real Club de Futbol.
- Cristina Martínez Bonafé (Torrent, 1996), ciclista professional